# 国鉄ワ16000形貨車
国鉄ワ16000形貨車（こくてつワ16000がたかしゃ）は、かつて鉄道省に在籍した8 t 積みの有蓋車である。
本形式と同時に誕生したワフ24000形、又同時期に同様の経緯にて誕生したワ21600形についても本項目で解説する。

## 概要
1943年（昭和18年）8月1日に北海道鐵道が買収され、それに伴い北海道鐵道に在籍していた有蓋車26両（ワ1000 - ワ1004,ワム1 - ワム9,ワフ1 - ワフ7,ワフ2000 - ワフ2004）が鉄道省に編入され、形式名ワ16000形、ワフ24000形が付与された。（一部の車両はワム1形、ワム3500形へ編入された。）当時多くの私鉄が国有化され、多くの貨車が鉄道省車籍に編入されたが、この際鉄道省形式に改番された車両と、改番されずに私鉄時代の形式番号のまま運用された車両の2種類が存在した。鉄道省形式が付与されなかった理由は、形式両数が少なかった、積載荷重10 t 以下の小型車であった、車両の構造が鉄道省貨車に対して差異が大きかったなどがある。改番されずに私鉄時代の形式番号のまま運用された車両は、運用制限車（地域限定運用車）となり数年で廃車又は他形式へと改造され形式消滅した。

## ワ16000形
前述のワ1000 - ワ1004は形式名ワ16000形（ワ16000 - ワ16004）と定められた。本形式は8 t 積み車であり形式車両数も少なかったが鉄道省形式が付与された。種車は1922年（大正11年）から1924年（大正13年）にかけて鉄道省より払い下げを受けた車両であり、再度鉄道省車籍に編入される事になった。
車籍上では戦後まで在籍したが実車と台帳記録がかみ合わず1948年（昭和23年）調査で全車廃車が確認された。

## ワフ24000形
前述のワフ2000 - ワフ2004は形式名ワフ24000形（ワフ24000 - ワフ24004）と定められた。本形式は8 t 積み車であり形式車両数も少なかったがワ16000形同様鉄道省形式が付与された。種車は1928年（昭和3年）に汽車製造東京支店にて製作された車両である。
戦後複数回行われた形式廃車には一度も該当せずに運用され、最後まで在籍した車両が1965年（昭和40年）に廃車となり同時に形式消滅となった。

## ワ21600形
1944年（昭和19年）5月1日に南海鉄道山手線（現・阪和線）が買収され、それに伴い南海鉄道に在籍していたワ150形（ワ151 - ワ165）、ワ200形（ワ201 - ワ217）合計32両が運輸通信省鉄道総局に編入され、形式名ワ21600形（ワ21600 - ワ21631）が付与された。
戦後の1950年（昭和25年）5月に「第二次貨車特別廃車」の対象形式に指定され（当時の在籍車数は28両であった）順次廃車が進められ同年に形式消滅となった。
1952年（昭和27年）4月に三岐鉄道へ9両（ワ21606,ワ21614,ワ21617,ワ21622 - ワ21626,ワ21630→ワ1形 ワ38 - ワ46）、翌1953年（昭和28年）4月に夕張鉄道へ2両（ワ21621,ワ21629→ワ100形 ワ101,ワ102）がそれぞれ譲渡された。